# جنگ‌های انقلاب فرانسه
جنگ‌های انقلاب فرانسه تعدادی از جنگ‌های مهم میان سالهای ۱۷۹۲ تا ۱۸۰۲ میلادی بود که میان دولت انقلابی فرانسه و چندین قدرت اروپایی رخ داد. طی این جنگ‌ها، انقلابیون فرانسوی با رشادت‌های خود حملات ائتلافی از کشورهای اروپایی را دفع کردند و حتی ایتالیا، هلند و راینلند را به قلمرو فرانسه افزودند. ویژگی شاخص این جنگ‌ها وجود صدها هزار سرباز در ارتش‌های طرفین و تاکتیک‌های جدید نظامی بود.
جنگ‌های انقلاب فرانسه معمولاً به دو دورهٔ ائتلاف اول (۱۷۹۲–۱۷۹۷) و ائتلاف دوم (۱۷۹۷–۱۸۰۲) تقسیم می‌شود. جنگ‌های میان فرانسه و دول دیگر طی پیمان آمین در ۱۸۰۲ میلادی خاتمه یافت اما به زودی مقدمه‌ای شد بر آغاز جنگ‌های ناپلئونی. 

## مقدمه
سقوط دولت اشرافی فرانسه در ۱۷۸۹و اعدام لویی شانزدهم در ۱۷۹۲ دنیای اشراف‌زاده و طبقاتی قرن ۱۸را علیه فرانسه به حرکت درآورد. ٰ
پادشاهان که از قدرت گرفتن ملت فرانسه شدیداً به وحشت افتاده بودند تصمیم گرفتند فرانسه تضعیف شده را نابود کنند تا با یک تیر ۳نشان بزنند:
1. قدرت اول زمینی اروپا را برای همیشه از وضعیت تهاجمی خارج کنند.
2. بخش‌هایی از آن را بین خود تقسیم کنند.
3. از همه مهم‌تر روحیه انقلابی فرانسه را نابود کنند.

## اولین جنگ
اولین هجوم را اتریش و پروس آغاز کردند. آن‌ها به خیال خود برای گرفتن پاریس تنها نیاز به یک راهپیمایی داشتند حال آن که با مقاومت فرانسوی مواجه شدند و عقب‌نشینی کردند و این بهانه سبب شد نیرهای انقلابی با انگیزه انقلاب دست به ضد حمله بزنند و از آلزاس به شمال رفته و وارد بخش چپ رود راین شوند. بخش دیگر نیروها نیز در ماورای آلپ قوای اتریش را عقب زده و نشان دادند در نبود ارتش فرانسه در دفاع و حمله مشکلی ندارد.

## ائتلاف ضد فرانسوی
در ۱۷۹۳ کشورهای اروپای غربی و مرکزی اتحاد نیرومند و بزرگی را علیه فرانسه ترتیب دادند.
روس‌ها، هلندی‌ها و انگلیسی‌ها در این سال به نیروهای اتریشی و پروسی ملحق شده و به تدارک حمله ای بزرگ از جانب رود راین برآمدند. از طرف دیگر اتریشی‌ها و ایتالیایی‌ها در آلپ به هم پیوستند. اسپانیا هم از کو ه‌های پیرنه در جنوب فرانسه جنگ را آغاز کرد.
اما این تهاجم همه‌جانبه سبب ترس انقلابیون فرانسه نشد و آن‌ها با کمک قدرت سازماندهی کارنو ارتشی قوی از مردان انقلابی ایجاد کرد که متجاوزان را در شرق فرانسه به سمت رود راین عقب راند. ژنرال موروی فرانسوی در شرق و شمال تنها به عقب راند مهاجمان بسنده نکرد و با عبور از زمین‌های یخ زده به هلند حمله کرد.
اسپانیا و روسیه که انتظار فتوحات آسان را داشتند، به سرعت پا پس کشیدند و تقاضای ترک مخاصمه کردند. اتریش نیز که اوضاع را مساعد ندید پیشنهاد آتش‌بس ۶ماهه را ارائه کردند. این در حالی بود که نبرد در آلپ با ایتالیا ادامه داشت.

## نتایج نبرد
سقوط لویی شانزدهم و حکومت اشرافی بوربونی در سال ۱۷۹۲ شکی باقی نگذاشت که نابودی فرانسه قطعی است اما قدرت فرانسه نه تنها تضعیف نشده بود بلکه روحیه انقلابی به آن افرود و باعث فتوحات فرانسه در سال‌های اولیه حکومت ناپلئون شد.